# VW Santana (2013)

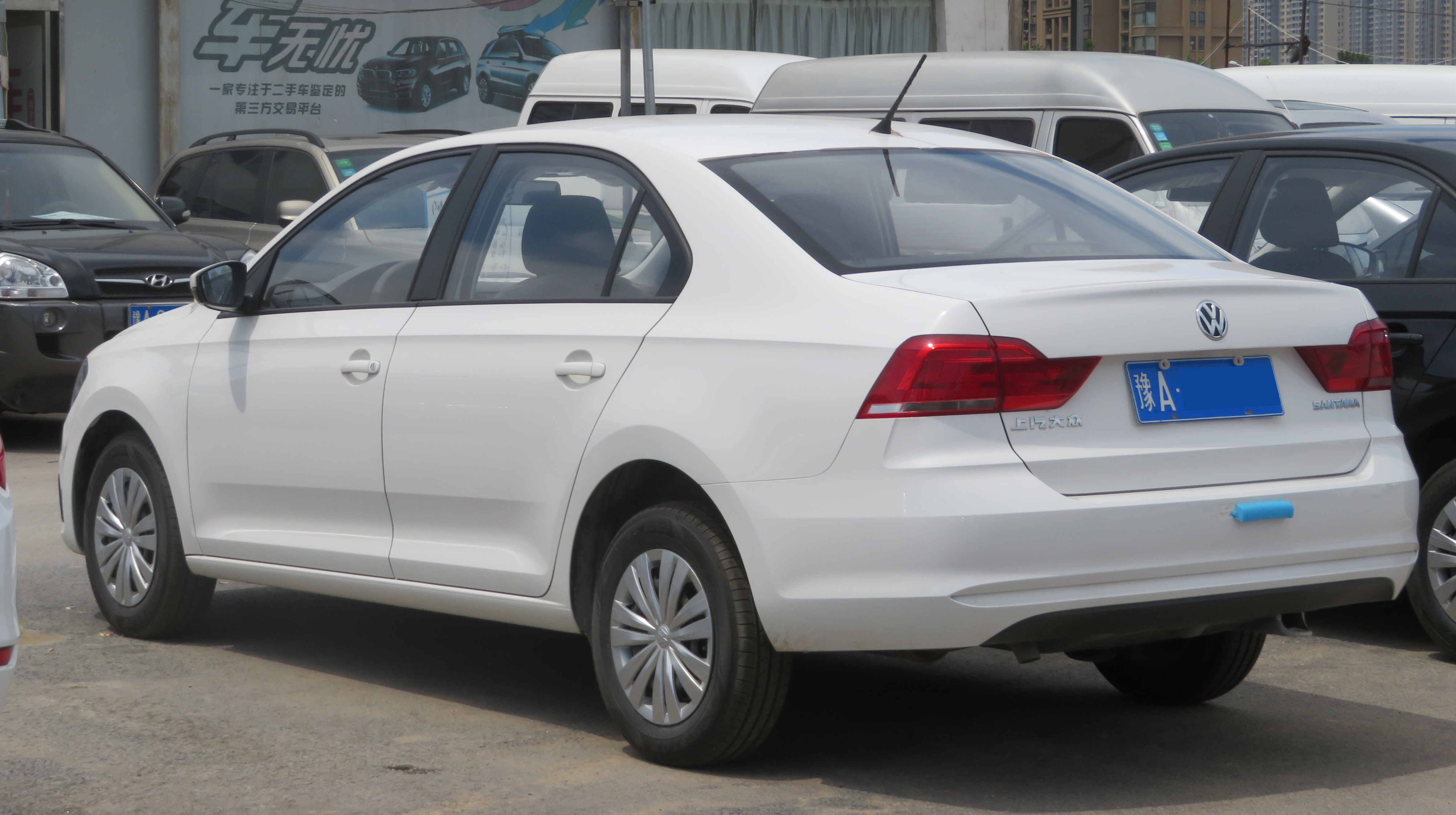
Heckansicht

Der VW Santana ist eine Stufenhecklimousine der unteren Mittelklasse, die von Shanghai Volkswagen entwickelt und in Chengdu hergestellt wurde.

## Geschichte
Der 1984 in China eingeführte VW Santana wurde 1995 zum Santana 2000 und 2004 zum Santana 3000 beziehungsweise Santana Vista weiterentwickelt. Parallel dazu blieb die Ur-Version des Santana noch bis ins Jahr 2010 unverändert in Produktion, vorwiegend für den Einsatz als Taxi und bei Behörden. Die im Jahr 2012 erprobte und im Frühjahr 2013 eingeführte neue Santana-Generation war für den chinesischen Markt komplett neu entwickelt, um den auch in China gewachsenen Ansprüchen Rechnung zu tragen.
Es gab ihn mit drei Saugmotoren und einem Turbomotor.
2015 präsentierte Volkswagen auf der Auto Shanghai die Schrägheck-Version Gran Santana.

## Technische Daten
|                            | 1.4                   | 1.6                          | 1.5                          | 1.5                          | 1.4 TSI                          |
| Bauzeitraum                | 2013–2018             | 2013–2018                    | 2018–2020                    | 2019–2023                    | 2013–2018                        |
| Motorkenndaten             |                       |                              |                              |                              |                                  |
| Motortyp                   | R4-Ottomotor          | R4-Ottomotor                 | R4-Ottomotor                 | R4-Ottomotor                 | R4-Ottomotor                     |
| Hubraum                    | 1395 cm³              | 1598 cm³                     | 1498 cm³                     | 1498 cm³                     | 1395 cm³                         |
| max. Leistung bei min−1    | 66 kW (90 PS) / 5500  | 81 kW (110 PS) / 5800        | 81 kW (110 PS) / 6000        | 82 kW (111 PS) / 6100        | 96 kW (131 PS) / 5000            |
| max. Drehmoment bei min−1  | 132 Nm bei 3800       | 155 Nm bei 3800              | 150 Nm bei 4000              | 145 Nm bei 4000              | 225 Nm bei 1400–3500             |
| Kraftübertragung           |                       |                              |                              |                              |                                  |
| Antrieb, serienmäßig       | Vorderradantrieb      | Vorderradantrieb             | Vorderradantrieb             | Vorderradantrieb             | Vorderradantrieb                 |
| Getriebe, serienmäßig      | 5-Gang-Schaltgetriebe | 5-Gang-Schaltgetriebe        | 5-Gang-Schaltgetriebe        | 5-Gang-Schaltgetriebe        | 7-Stufen-Doppelkupplungsgetriebe |
| Getriebe, optional         | —                     | (6-Stufen-Automatikgetriebe) | (6-Stufen-Automatikgetriebe) | (6-Stufen-Automatikgetriebe) | —                                |
| Messwerte                  |                       |                              |                              |                              |                                  |
| Höchstgeschwindigkeit      | 181 km/h              | 185 km/h                     | 185 km/h                     | 185 km/h (180 km/h)          | 200 km/h                         |
| Beschleunigung, 0–100 km/h | 12,4 s                | 10,8 s (11,8 s)              | 11,4 s (12,6 s)              | 12,6 s (13,5 s)              | 9,1 s                            |
| Leergewicht                | 1100 kg               | 1120 kg (1155 kg)            | 1120 kg (1155 kg)            | 1120 kg (1155 kg)            | 1210 kg                          |
| Tankinhalt                 | 55 l                  | 55 l                         | 55 l                         | 53 l                         | 55 l                             |